# Schmalspurbahn des Grafen Chorinský
| Personenzug mit Güterbeförderung, um 1927 |                                                     |                                                  |                                                  |
| Streckenverlauf, 1946 |                                                     |                                                  |                                                  |
| Streckenlänge: | 15 km                                               |                                                  |                                                  |
| Spurweite: | 790 mm                                              |                                                  |                                                  |
| Minimaler Radius: | 30 m                                                |                                                  |                                                  |
| Streckengeschwindigkeit: | Auf der Strecke: 21 km/h An Bahnübergängen: 10 km/h |                                                  |                                                  |
| |                                                     |                                                  |                                                  |
| \| \| \| Bahnstrecke Břeclav–Přerov \| \| \| \| Moravský Písek \| \| \| \| March (Morava) \| \| \| \| Veselí nad Moravou Strecke Brno-Trenčanská Teplá \| \| \| \| Rybník \| \| \| \| Radošov \| \| \| \| Tasov nad Veličkou \| |                                                     |                                                  |                                                  |
| Bahnhof quer |                                                     | Bahnstrecke Břeclav–Přerov                       | Bahnstrecke Břeclav–Přerov                       |
| Kopfbahnhof Streckenanfang (Strecke außer Betrieb) |                                                     | Moravský Písek                                   | Moravský Písek                                   |
| Brücke über Wasserlauf (Strecke außer Betrieb) |                                                     | March (Morava)                                   | March (Morava)                                   |
| Bahnhof · Bahnhof (Strecke außer Betrieb) |                                                     | Veselí nad Moravou Strecke Brno-Trenčanská Teplá | Veselí nad Moravou Strecke Brno-Trenčanská Teplá |
| Haltepunkt / Haltestelle (Strecke außer Betrieb) |                                                     | Rybník                                           | Rybník                                           |
| Haltepunkt / Haltestelle (Strecke außer Betrieb) |                                                     | Radošov                                          | Radošov                                          |
| Kopfbahnhof Streckenende (Strecke außer Betrieb) |                                                     | Tasov nad Veličkou                               | Tasov nad Veličkou                               |

Die Schmalspurbahn des Grafen Chorinský war eine 15 km lange Schmalspurbahn mit 790 mm Spurweite von Moravský Písek über Veselí nad Moravou nach Tasov nad Veličkou in Tschechien.

## Geschichte
Graf Viktor Chorinský kaufte 1876 eine Rübenzuckerfabrik in Písek. 1879 baute er eine 6 km lange Schmalspurbahn von Předměstí Veselí über 20 Brücken bis zu dieser Zuckerfabrik. Sie wurde mit Zugochsen und hölzernen Wagen mit Rädern aus Eisen betrieben und führte auch zur Ziegelei bei Sirková, in der Kalk zu weißen Ziegeln verarbeitet wurde. Später wurde die Strecke bis Veselí nad Moravou verlängert.
Am 3. Oktober 1881 wurde auf Dampfantrieb umgestellt. 1911 baute die Wiener Firma Teudloff & Dittrich für die Verlängerung der Schmalspurbahn im Schlosspark eine neue Eisenbrücke über die March (Morava), die dort bis heute steht. 1917 wurde der zweite Streckenabschnitt der Schmalspurbahn von Veselí zum Tasov-Hof mit einer Länge von 8,64 km gebaut. Die Gesamtlänge der Strecke erreichte somit fast 15 km.
Die Zuckerrüben wurden aus Tasov, Hroznová Lhota, Kuželov, Hrubá Vrbka, Malá Vrbka und Kněždub zur Waage nach Tasov transportiert, wo es drei Gleise gab. Zwischen Tasov und Veselí gab es die Haltestellen Radošov und Rybník, an denen Zuckerrüben geladen werden konnten. An diesen Stellen gab es ein zweites Gleis mit Weichen.
Die Hauptsammelstelle in Veselí befand sich in Lána (heute Siedlung Lány). Es gab einen großen Rübenumschlagplatz, drei Gleise mit Weichen, Pressgruben, eine Waggonwaage und auch ein Bahnwärterhäuschen, in dem der Schrankenwärter wohnte. Während der Rübensaison wurden hier Rüben aus Veselí, Zarazice, Vnorovy, Lideřovice, Kozojídky, Milokoště und Žeraviny transportiert.

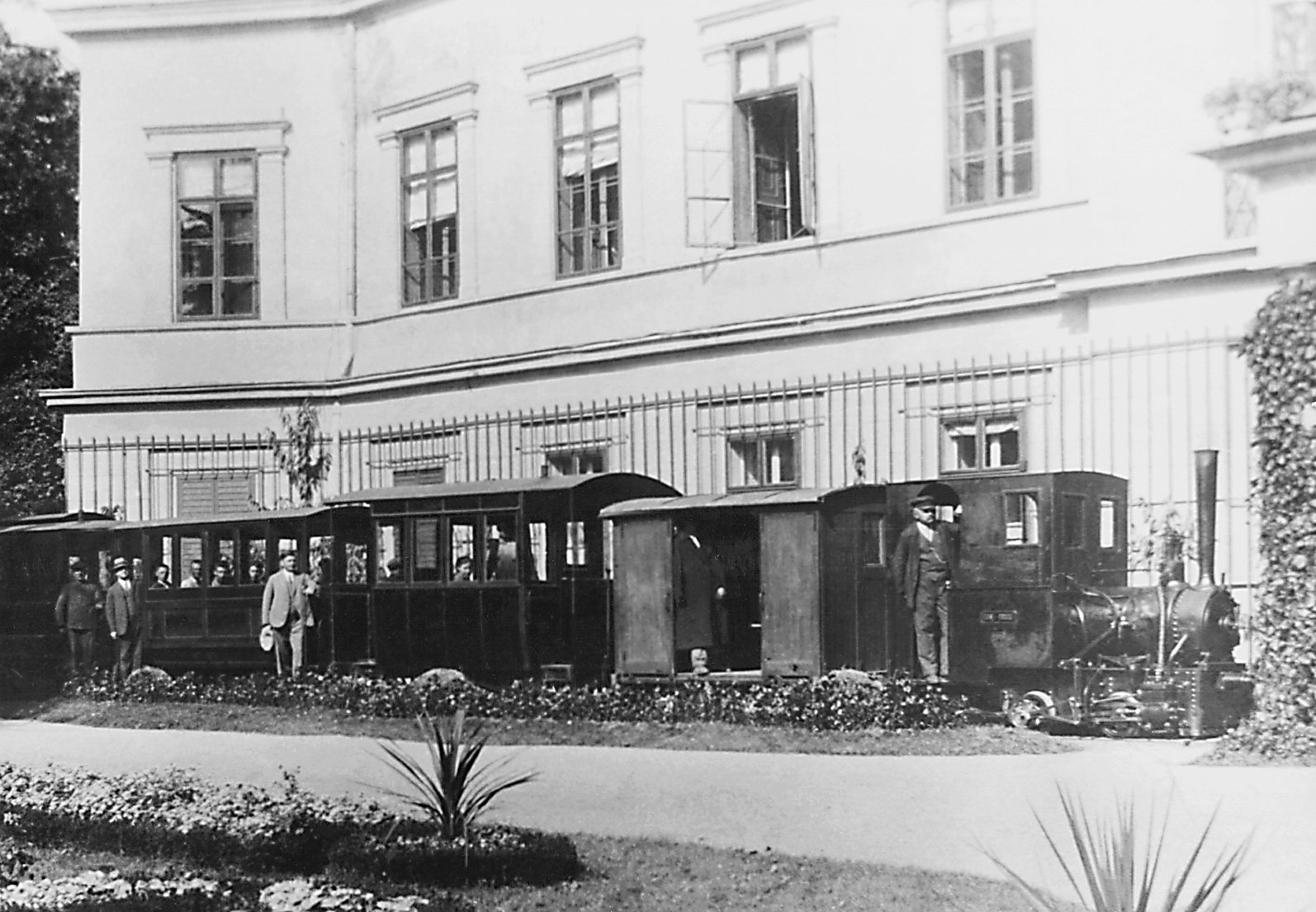
Ende der Stichstrecke am Balkon des Südflügels des Schlosses

Die Schmalspurbahn verlief entlang der Außenwand des Schlosses, in dem sich ursprünglich der Heizraum und das Bahnbetriebswerk befanden. Später wurden das Heizhaus und das Depot in das Gebiet Salajka verlegt, wo es auch 5 Abstellgleise zum Abstellen von Wagen gab. In diesem Bereich gab es auch eine hervorragend ausgestattete Schlosserei und Tischlerei. Vor dem Südflügel des Schlosses endete eine Stichstrecke unter dem Schlossbalkon, von wo drei Personenwagen mit der gräflichen Familie oder den Gästen des Schlosses zu Jagdausflügen oder zum Bahnhof an der Kaiser Ferdinands-Nordbahn in Písek aufbrachen, die dort in den Schnellzug nach Wien umsteigen konnten.
Die Schmalspurbahn war bis Ende 1944 in Betrieb, bis die sich zurückziehende deutsche Armee im April 1945 alle drei Eisenbrücken der Schmalspurbahn zerstörte. Die Schäden betrafen vor allem die einzigartige Hubbrücke über den Baťa-Kanal, die sich zuvor um 2,5 m anheben ließ, damit die Lastkähne, die Braunkohle nach Otrokovice transportierten, passieren konnten.
Die endgültige Liquidation der Schmalspurbahn am 1. November 1946 erfolgte mit dem Verkauf des gesamten Inventars, darunter 5 Lokomotiven und 36 km Schienen. Der Nationale Wiederaufbaufonds verkaufte die gesamte Ausrüstung an Ing. Bohuslav Krýsa in Ostrava für 356.500,- CZK.

## Oberbau
Die Strecke wurde auf relativ hohen Böschungen gebaut, die teilweise noch heute sichtbar sind. Die Spurweite betrug 790 mm, das Durchgangsprofil 3 m, also 1,50 m auf beiden Seiten der Gleisachse. Die 6 m langen Schienen hatten ein Metergewicht von 13 kg/m und eine Höhe von 65 mm. Jedes Schienenpaar hatte 9 Schwellen. Der minimale Bogenradius betrug 30 m. Die zulässige Höchstgeschwindigkeit wurde auf 21 km/h festgelegt, mit der Maßgabe, dass an Bahnübergängen nur 10 km/h gefahren werden durfte.

## Schienenfahrzeuge

### Lokomotiven

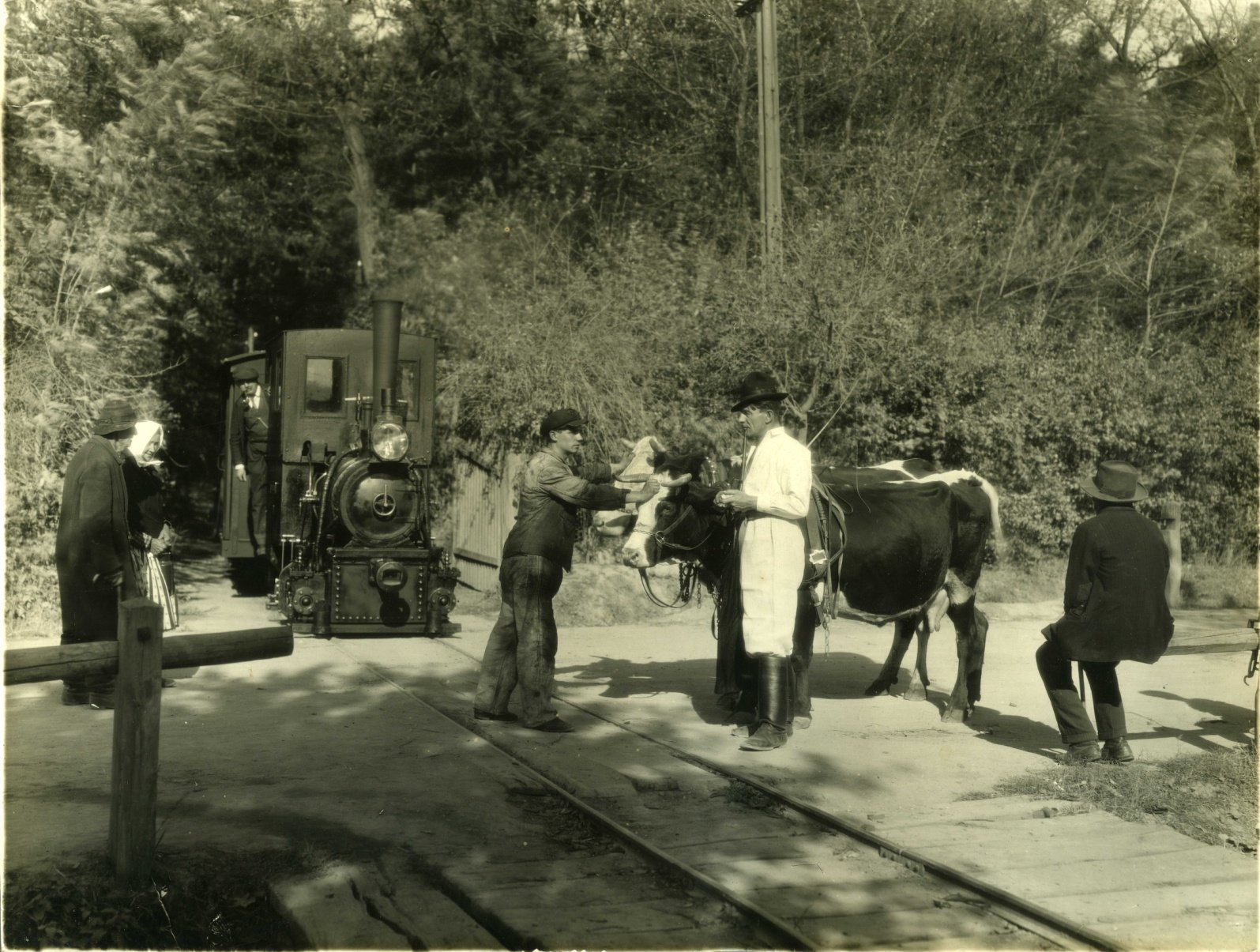
Die Dampflok Tom Pouce, um 1929

Es gab anfangs 4 Lokomotiven. Die kleinste hieß Tom Pouce (nach einem kleinwüchsigen Zirkus-Schausteller) mit einem Radstand von 990 mm, einem Leergewicht von 3,8 Tonnen, einer Heizfläche von 13,82 m³, Leistung 12 PS, die wohl zu Beginn des Zweiten Weltkriegs verschrottet wurde. Die anderen beiden 30-PS-Lokomotiven wurden als U 2301 und U 2302 bezeichnet und wogen jeweils 7,2 Tonnen. Die schwerere Lokomotive mit der Bezeichnung U 2303 wog 9,2 Tonnen. Die Lokomotiven hatten vorne und hinten jeweils einen Mittelpuffer und waren mit zwei Dampfstrahlspeisepumpen, einem Kesselventil und einer Hebelbremse ausgestattet. Die Feuerbüchse war aus Kupfer gefertigt.

### Wagen

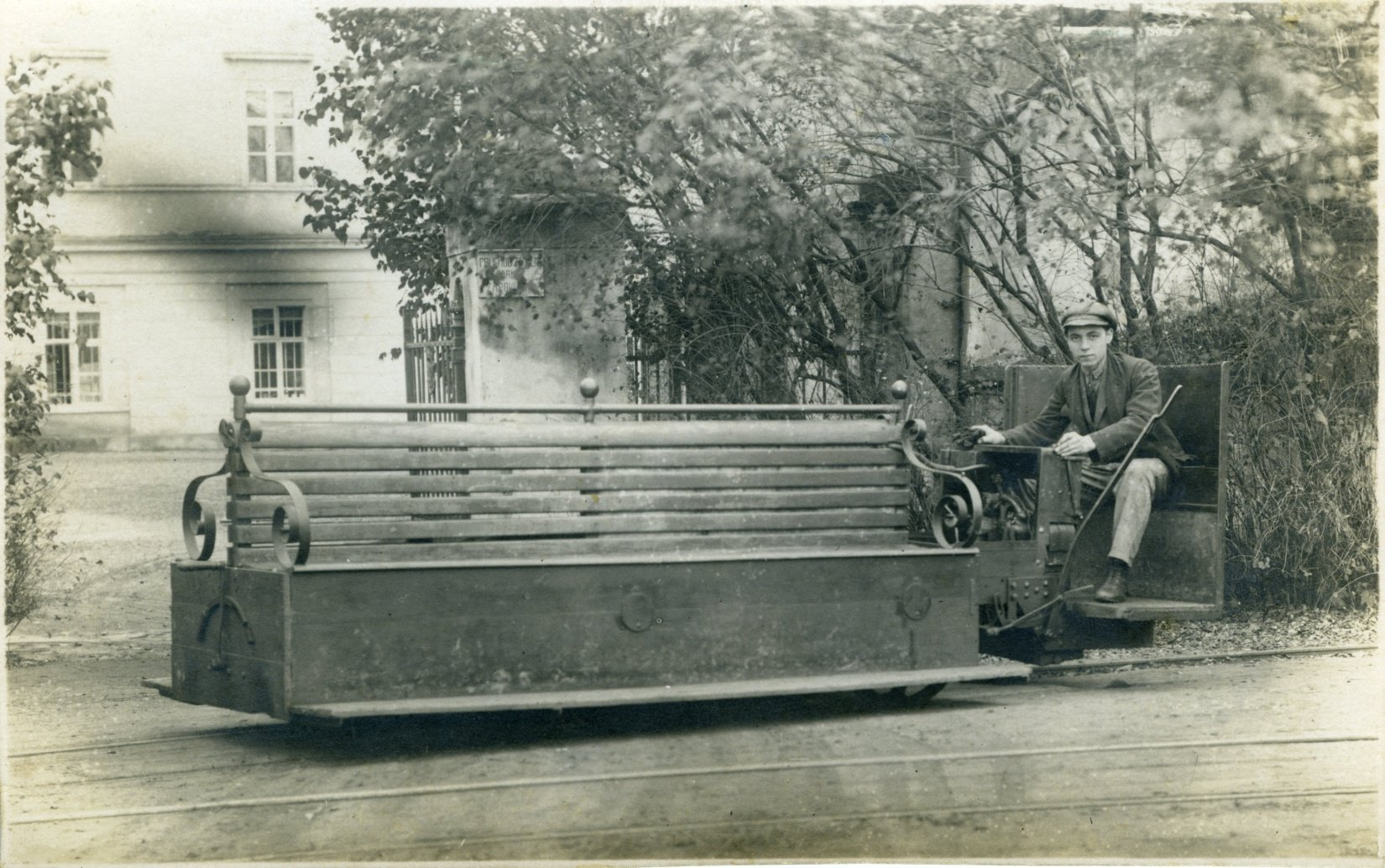
Selbst gebauter 8-Personen-Ausflugswagen mit Benzinmotor

Es gab 71 offene zweiachsige Güterwagen, davon 11 mit Bremse (Stand 1940), 4 vierachsige offene Wagen und 2 zweiachsige Dienstwagen. Zum Besitz der Schmalspurbahn gehörten außerdem ein selbst gebauter 8-Personen-Ausflugswagen mit Benzinmotor, 2 handbetriebene Ausflugswagen, 1 Gleismeister-Tretrad und 4 Arbeitsloren. Ein zweiachsiger Wagen wog 1,3 bis 1,7 Tonnen und beförderte 4 Tonnen Zuckerrüben, ein vierachsiger Wagen wog 3,6 Tonnen und beförderte 8 Tonnen Zuckerrüben. Einer der zweiachsigen Güterwagen dieser Bahn, die für den Transport von Zuckerrüben vom nahe gelegenen Umschlagplatz in Veselí n. M. zur Zuckerfabrik am Bahnhof Moravský Písek angeschafft worden waren, wurde im Jahr 2024 in den Werkstätten der SMV restauriert.

## Unfälle
Am 19. November 1944 explodierte durch einen Luftangriff der Kessel einer Lokomotive,
die die Zuckerrüben aus Tasov zur Zuckerfabrik transportierte, wobei der Lokführer und zwei Lehrlinge ums Leben kamen.

## Film und Fernsehen

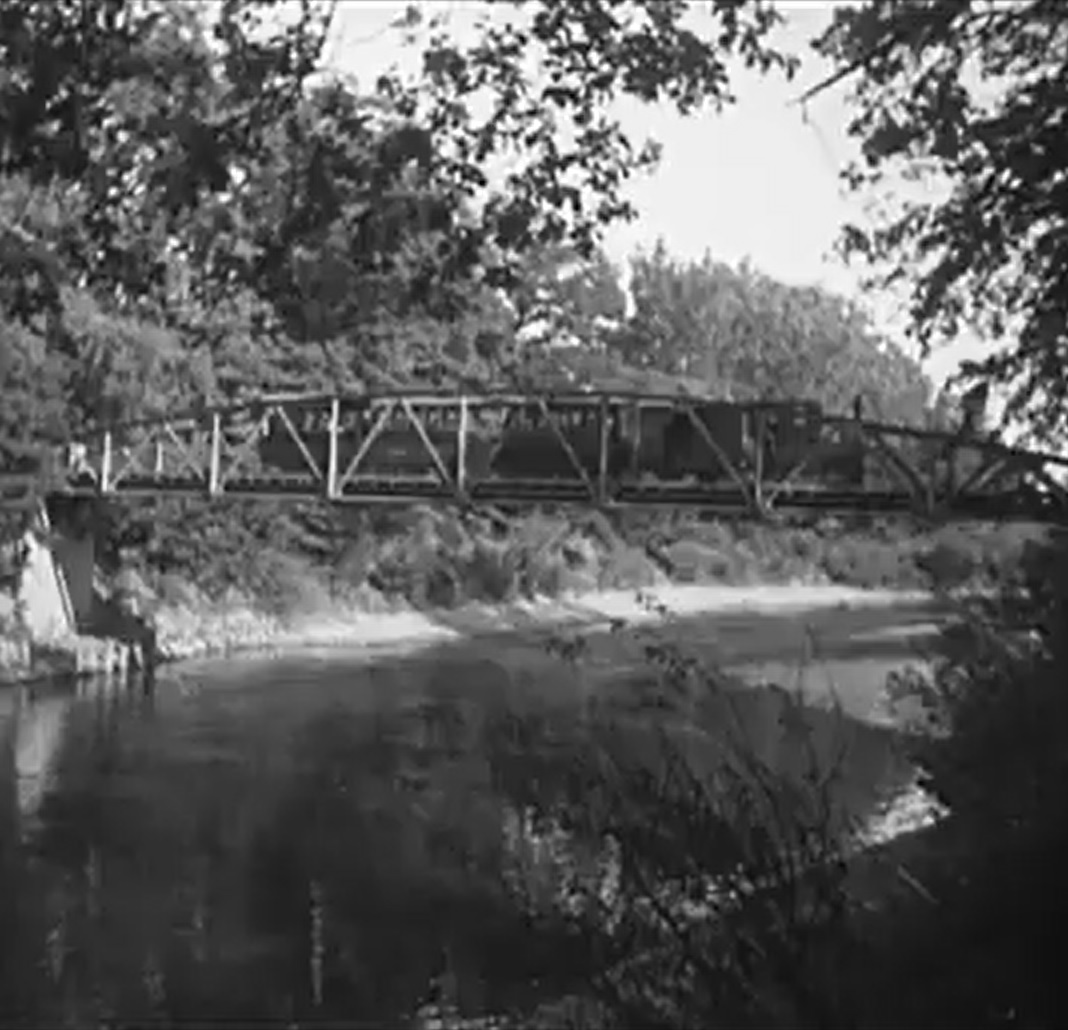
Die Dampflok Tom Pouce im Tonfilm Tonka Šibenice mit Ita Rina und Josef Frolek

Der Betrieb ist vor allem auf den Fotos dokumentiert im Zusammenhang mit den Dreharbeiten des ersten tschechoslowakischen Tonfilms Erlebnis einer Nacht / Die Galgentoni (Tonka Šibenice) von Karl Anton nach Egon Erwin Kisch aus dem Jahr 1927 festgehalten, und zwar in einem Personenzug mit Salonwagen. Die Schlussszene von Tonka Šibenice spielte sich unter dem Schlossbalkon ab. Neben dem berühmten slowenischen Filmstar Ita Rina (eigentlich Ida Kravanja) ist auch Josef Frolek als lustiger Mann aus dem Haus Lapač Nr. 147 zu sehen.